# Plutoni 240
El plutoni 240 (240Pu o Pu-240) és un isòtop del plutoni que es forma quan el plutoni 239 captura un neutró. Al voltant d'un 62% al 73% de les vegades que el Pu-239 captura un neutró pateix fissió nuclear; la resta de les vegades forma Pu-240. Com més temps roman el combustible nuclear en un reactor nuclear, més gran esdevé el percentatge relatiu de Pu-240. Per a ús militar, la quantitat de Pu-240 en el combustible ha de ser la menor possible, normalment de menys del 7% del plutoni total (això és perquè el Pu-240 de vegades pateix fissió espontània, cosa que causa que l'arma nuclear detoni prematurament), però això s'aconsegueix reprocessant el combustible després de 90 dies d'ús. Aquests cicles de combustible tan ràpids són poc pràctics per reactors d'energia d'ús civil i normalment només es duen a terme en reactors de producció d'armes de plutoni. El combustible utilitzat de reactors d'energia civils solen tenir per sota del 70% de Pu-239 i al voltant del 26% de Pu-240; la resta està composta per altres isòtops del plutoni, la qual cosa fa que sigui extremadament difícil –però no impossible– utilitzar-lo per fabricar armes nuclears.
Els 240Pu tan sols té un terç de la secció eficaç d'absorció de neutrons que el 239Pu, i gairebé sempre esdevé plutoni 241 en comptes de fissionar. En general, els isòtops de nombre màssic imparell solen tenir més possibilitats d'absorbir un neutró, així com de fissionar i absorbir un neutró, que els isòtops de nombre màssic parell. En conseqüència, els isòtops de massa parell tendeixen a acumular-se, especialment en reactors tèrmics.